# ダッジ・イントレピッド
イントレピッド（Intrepid ）は、大型4ドアのフルサイズ、前輪駆動 セダンである。機械的にはクライスラー・コンコード、クライスラー・LHS、クライスラー・ニューヨーカー、イーグル・ビジョンやクライスラー・300Mとも関連がある。イントレピッド、コンコードとビジョンはLHというクライスラーのコードネームのプラットフォームを使用した。ダッジの最大型車としてはダイナスティ（Dynasty ）とモナコ（Monaco ）を代替し、カナダではクライスラー・イントレピッドとして販売された。同時にメキシコ市場へはそれまでクライスラー・ブランドで販売されていたダイナスティ（Dynasty ）を代替し、且つ初のダッジ・ブランドの車としてダッジのバッジを付けて導入された。

## 背景
イントレピッドのデザインは1986年にケヴィン・ヴァーダイン（Kevin Verduyn ）がナヴァホ（Navajo ）と呼ばれる新しい空力特性の優れたセダンのコンセプトモデルの初期外装デザインを完成した時まで遡ることができる。このデザインはクレイモデル段階以降には進まなかった。
これと同じ時期にクライスラーは破産したイタリアのスポーツカーメーカー、ランボルギーニを買い取った。ナヴァホの外装デザインは仕立て直され、1987年のフランクフルトオートショーで発表されたコンセプトカーのランボルギーニ・ポルトフィーノとなった。ポルトフィーノは、クライスラーに"キャブフォワード（cab forward ）"と呼ばれる革新的デザインの量産型セダンを生産することを決定させたデザイン的挑戦の先駆者であった。
キャブフォワード・デザインは長く寝た前部ウインドと比較的短いオーバーハングという特徴を持っていた。車輪を効果的に車両の四隅に配することにより同時代の車よりかなり広い室内空間を実現していた。
シャシの設計は、1987年にクライスラーがアメリカン・モーターズ（AMC）を買収した後の1980年代終わりに始まった。この時期にクライスラーは中級車（mid-size car ）のダッジ・ダイナスティ（Dynasty ）の後継車を設計し始めたところであった。当初、この車はダイナスティと類似したものであったが、元AMCの生産技術・開発担当の副社長だったフランソワ・キャスタン（François Castaing ）が1988年にクライスラーの車両技術担当の副社長になった後でこの車は完全に葬り去られた。キャスタン指導の下で新しい設計はイーグル・プレミアを土台にして始められた。
プレミアの縦置きエンジン配置、前輪サスペンション機構とブレーキシステムが継承され、シャシ自体は前輪駆動と後輪駆動の双方（"LH"と"LX"）に対応できるような多様性に富む構成となった。
シャシ設計はその後数年の間に洗練されていき、更に多くのクライスラーの試作車：1989年のクライスラー・ミレニアム（Millennium ）と1990年のイーグル・オプティマ（Optima ）に使用された。
トランスミッションはプレミアのアウディ製とZF製のオートマチックトランスミッション（AT）の影響を受けたもので、クライスラー製横置きATのA604（41TE）"ウルトラドライブ（Ultradrive ）"から多くの部品を流用したA606（42LEとしても知られる）となった。しかし1991年1月25日のニューヨーク・タイムズ紙は、コンシュマーズ・ユニオン（Consumers Union ）が1991年2月発刊のコンシューマーズ・レポート誌（Consumer Reports ）上でこの"ウルトラドライブ"・トランスミッションを搭載した車両が信頼性に欠け安全上に問題があるとして消費者に購入しないように警告している旨を批評抜きで報じた。
1990年に新しい技術を搭載した先進的な車の動力源には新しい技術を搭載した先進的なエンジンが必要であると判断された。この時点では、3.3リットルOHVV型6気筒エンジンのみを使用することが確定していた。3.3リットル60度開度のV型ブロックはボアを広げて3.5リットルに拡大され、プッシュロッド駆動のバルブは1シリンダーあたり4バルブのSOHCに換えられ、先進的な3.5リットルV型6気筒エンジンとなった。第2世代のイントレピッド R/Tのエンジンブロックは広範囲な改良の一環としてアルミニウム鋳造製にされた。

## 第1世代
第1世代のLHカーはデトロイトで開催された1992年の北米国際オートショーで3種の1993年モデル：クライスラー・コンコード、ダッジ・イントレピッド（カナダではクライスラーのバッジをつけて）、イーグル・ビジョンとして大々的に発表された。
イントレピッドは2種類のグレード：ベースと4輪ディスクブレーキ、16インチ・ホイールと上級タイヤを装着し、硬めの"ツーリング"・サスペンションの設定をしたスポーティで装備が充実したESが選択できた。全てのイントレピッドにエアコン、4速ATと当時としては珍しかった前席エアバッグが標準装備であった。トラクションコントロールシステム、アンチロック・ブレーキ・システムとより強力な3.5リットルV型6気筒SOHCエンジン（最高出力214hp）はオプションであった。
イントレピッドの最初の5年間の生産中での変更点はほとんどなかった。1994年にパワーステアリングが駐車時の操作力を低減し高速域でしっかりした操舵感を残した新しい可変アシスト量の物に変更され、この年にツーリング・サスペンション設定がベースグレードでも標準となった。ESグレードでは、1995年にアンチロック・ブレーキ・システムが標準装備となり、1996年にはオートスティック（Autostick ）と呼ばれる手動変速機能を持ったATがイーグル・ビジョン TSiから継承された。これは主力車種に取り付けられたこの種のトランスミッションでは初めてのものであった。
イントレピッドは元AMCの工場、元々イーグル・プレミアを製造していたカナダ、オンタリオ州、ブランプトンにあるブランプトン工場とアメリカ合衆国 、デラウェア州、ニューアークにあるクライスラーの工場で製造された。

### エンジン
- 3.3リットルV型6気筒OHV
- 3.5リットルV型6気筒SOHC

### グレード
- 1993年 - 1997年 - ベース
- 1996年 - 1997年 - イントレピッド スポーツ
- 1993年 - 1997年 - ES

## 第2世代
LHカーは1998年に根本的に刷新され、デザインは当時としては素晴らしくモダンで広く歓迎された。エンジンは新しい2種の総アルミニウム製でベースグレードは2.7リットルDOHC V型6気筒、ESグレードは3.2リットルV型6気筒SOHCに代替された。2.7リットルV型6気筒エンジンの中にはオイルスラッジの混入による故障に悩まされたものがあった。この問題はエンジンオイルの細い流路にスラッジが詰まり、しばしば致命的なエンジン故障を引き起こした（下記を参照）。オイルスラッジの問題は他の車でも起こるものであるが、イントレピッドでは頻繁にオイル交換を実施しても起こることから悪名高い問題となり、数知れないオーナーがこの問題に悩まされた。対処法は化学合成オイルへの交換、点検、エンジン自体を交換したオーナーさえいた。ベースグレードは通常の4速ATを使用し続け、ESグレードはオートスティックが標準装備にされた。
新しい最高グレードのR/Tが2001年に追加され、これの最も重要な要素は242hpを発生する再設計された3.5リットルV型6気筒エンジンであった。これと同時に3.2リットルエンジンはESグレードにはオプションとなった。
2001年にイントレピッドはNASCARサーキットにデビューし、16年間の中断後のクライスラーのNASCARレース復帰を表明した。当初のダッジ・チームは、ビル・エリオット（Bill Elliott ）、ジェレミー・メイフィールド（Jeremy Mayfield ）、ワード・バートン（Ward Burton ）、スターリング・マーリン（Sterling Marlin）、ジョン・アンドレッティ（John Andretti ）、バックショット・ジョーンズ（Buckshot Jones ）、カイル・ペティ（Kyle Petty ）、ステーシー・コンプトン（Stacy Compton ）、デーヴ・ブラニー（Dave Blaney ）、ケーシー・アトウッド（Casey Atwood ）をドライバーに擁していた。マーリンは最初にダッジ・チームで勝利を掴み、これは1977年にニール・ベネット（Neil Bonnett ）の運転で初勝利して以来であった。
2002年にR/TはPCMプログラムの変更で2hp出力が上がり、89オクタンのガソリンで244hpを出した。
R/Tは2003年モデルでは廃止されたが、新しいSXTの3.5リットル高出力（High Output ）エンジンは250hpまで増強された。SXTは結局ダッジの製品ラインに共通のグレード名に使用された。イントレピッド SXTは基本的には、R/Tから受け継いだ3.5リットルH.O.エンジンを搭載したイントレピッド SEのベースモデルであった。このグレードは実質的にはES（SXT）と同等のお買い得グレードであったが、ESに高出力エンジンを取り付けて装備品を減らしたものであった。
12年間以上に渡る生涯でイントレピッドの人気は衰えて行った。キャブフォワードの外観はいまだに革新的であったしデザインはライバル車に比べよりモダンさを感じさせ魅力的であり室内も広かったが、2004年8月にイントレピッドはクライスラーの新しい後輪駆動のLXカーに後進を譲った。
更に、第2世代のイントレピッドは警察車両、消防指揮車や初期のシボレー・カプリスやフォード・クラウンビクトリアの様にタクシーに使用された。これらの仕様には特徴のある外観上の相違（ホイールのハーフキャップ等）があり、トランク部やフロントグリル横のストロボライトやフラッシュライト用の配線が追加されていた。これらの仕様と幾つかの非警察（非商用）仕様には制動能力向上のためにブレーキディスクの冷却用に気流を導くプラスチック製の導入管を付けたものがあった。
ダイムラー・クライスラー（現ダイムラー）は、2005年モデルのダッジ・マグナム ステーションワゴン、2006年モデルのダッジ・チャージャー セダンのために2004年モデルでイントレピッドを廃止した。

### エンジン
- 1998年 - 2004年 - 2.7リットルV型6気筒*
- 1998年 - 2001年 - 3.2リットルV型6気筒**
- 2000年 - 2004年 - 3.5リットルV型6気筒***

### グレード
- 1998年 - 1999年 - ベース
- 1999年 - 2004年 - SE*
- 1998年 - 2004年 - ES ***
- 2000年 - 2002年 - R/T****
- 2002年 - 2004年 - SXT**

## ESX コンセプト
1990年代末にクライスラーはイントレピッドをディーゼル・エレクトリック方式 ハイブリッドカーの研究用プラットフォームに使用した。イントレピッド ESX、ESX II、ESX IIIの3種類が製造され、最初の車はシリーズ・ハイブリッド方式で製造されたが次の2車はマイルド・ハイブリッド（mild hybrid）が検討された。これらの車は1997年から1998年にかけて企画された。
ESXの設計チームは34.5km/リットル（2.9リットル/100 km; 96 mpg）のガソリン消費率の車両の製作を目標に設定していたが、最終的には概算で23.3km/リットル（4.3リットル/100 km; 66 mpg）しか達成できなかった。この数値はこの手の車両にしては印象的なものであったが、この車には多くの希少素材を使用しており全規模量産に入った場合に莫大なコストが掛かるとみられた。この車の価格は8万USドルと見積もられ、これは通常のイントレピッドよりもおおよそ6万USドル高価であった。この価格高騰の大部分は鉛蓄電池の使用に起因していた。
ESX IIの設計チームは幾らか控えめな29.4km/リットル（3.4リットル/100 km; 84 mpg）のガソリン消費率を目標に設定した。この車はアルミニウムと繊維強化プラスチック複合材料を使用して通常の車よりも軽量に仕上がっていた。この車の価格は3万7,000USドル位で済み、標準のイントレピッドよりも約1万5,000USドル高価であった。このモデルはニッケル・水素蓄電池を使用していた。
3番目のモデルのESX IIIは30.3km/リットル（3.3リットル/100 km; 86 mpg）のガソリン消費率を目標としていた。この車は繊維強化プラスチックの代わりにより安価な素材である射出成形の熱可塑性プラスチック（thermoplastic）を使用していた。価格は標準のイントレピッドよりも約7,500USドル高価な3万USドル辺りと見積もられていた。ESX IIIはリチウムイオン二次電池を使用していた。

## 受賞
イントレピッドとコンコードはカー・アンド・ドライバー誌の1993年度と1994年度の10傑（Ten Best list）に選出された。第2世代のイントレピッドは1998年度と1999年度の10傑に再度選出された。第1世代、第2世代共にコンシューマーガイドの"Best Buy"賞を獲得した。